# Рамала
Рамала (на арабски رام الله) е палестински град на Западния бряг, разположен на около 10 км северно от Йерусалим на височина 875 метра над морското равнище. Де факто е столица на Палестинската автономия, с население от близо 27 460 души (2007). Намира се в провинция Рамала и ел Бира. Исторически погледнато Рамала е християнски град, но днес мюсюлманите съставляват по-голямата част от населението.

## Етимология
Името на Рамала (Rāmallāh) е съставено от двете думи „рам“ (или „рама“) и „аллах“ заедно. „Рам“ на арамейски означава високо място, „аллах“ е арабската дума за бог, а свободен превод би довело до Божия хълм.

## История
Рамала е създаден през ок. 1550 година от арабски християни, дошли от Йемен и до началото на XX век е бил малко фермерско село. През 1908 г. придобива права на град. Първоначално е обитаван от християни, но след Арабско-израелската война от 1948 г. мюсюлмански бежанци от Израел започнали да се заселват в града. През 1995 г. Рамала официално става част от Палестинската автономия.

## Побратимени градове
- Бирмингам, Великобритания
- Тронхайм, Норвегия